# Lill-Kroktjärnen, Jämtland
Lill-Kroktjärnen är en sjö i Strömsunds kommun i Jämtland och ingår i Indalsälvens huvudavrinningsområde.